# Subaru FF-1
Subaru FF-1 ist ein Modell der japanischen Automobilmarke Subaru.

## Subaru FF-1 1969–1973
Der Subaru FF-1 war eine Weiterentwicklung des Subaru 1000. Von 1970 bis 1971 wurde er als Subaru Star in den Vereinigten Staaten vermarktet. 1971 folgte das Nachfolgemodell, für einige Märkte wurde er aber bis 1973 produziert. Es gab Coupé-, Limousinen- und Kombiversionen.

### Antrieb
Subaru EA-61 Motor 1,1 l Viertakt-OHV wassergekühlt
1088 cm³ Leistung: 61 PS (45 kW) bei 5600/min, 2 Doppelvergaser
Vier-Gang-Schaltgetriebe, Frontantrieb

## Subaru FF-1 G (auch Subaru 1100 und 1300) 1971–1973
Ab 1971 folgte der FF-1 G schrittweise. Er erhielt den Subaru EA62 -Motor. Außerdem war er mit Drehstabfederung und Zahnstangenlenkung ausgestattet, für die damalige Zeit beeindruckend. Bei einem Preis von knapp über US $ 2.000 und erreichten 29 Meilen pro US-Gallone (8,1 l/100 km) waren dies starke Verkaufsargumente in den Vereinigten Staaten.

### Antrieb
Der 1.1 l war gleich mit dem Subaru FF-1, aber der 1.3-l-Motor war einzigartig für dieses Modell und der einzige Subaru-Motor mit nach hinten gerichteten Auslasskanälen. Die meisten Modelle wurden mit dem 1.3-l-Motor EA62 und der verfügbaren Option Doppelvergaser  ab Werk ausgerüstet. Das Getriebe entsprach dem FF-1.
EA62 1.3L OHV wassergekühlt
1268 cm³; Leistung: 80 PS (59 kW) bei 6400/min
Bereits 1972 ersetzte der Subaru Leone den FF-1 G, der jedoch wie der FF-1 noch bis Ende 1972 produziert wurde und bis 1973 verkauft wurde.